# Химична формула
Химичната формула е съкратен начин за изписване на състава и структурата на химичните вещества и съединения с помощта на различни химични знаци, цифри и други символи. Тя описва качествения и количествения състав на химичните вещества. Основната цел на химичната формула е да дава прост и ясен метод за обозначаване на съединенията.

## Видове
Поради разнообразните нужди на химията, се налага дефинирането на различни типове формули, всеки от които има своите особености и различни приложения.

### Емпирична формула
Емпиричната формула на дадено съединение се образува чрез атомни символи с долни индекси цели числа, като така се получава най-простата форлмула, която показва само състава му. Подреждането на атомните символи е най-често по критерии, зависещи от вида на съединението. При отсъствие на критерии, подреждането на символите е азбучно. Изключение правят въглеродните съединения, при които обикновено C е на първо и H на второ място.
| BrClH3N2NaO2Pt |
| C10H10ClFe     |
| NO2            |

### Молекулна формула
При много съединения, емпиричната формула не дава адекватна представа за състава на веществото. В случаите, когато съответства, тя най-често се различава по подреждането на атомните символи. Когато състават на молекулата не може или не е желателно да бъде определен, се използва долен индекс n.
| S8  | S   |  | S2Cl2  | ClS   |
| Sn  | S   |  | H4P2O6 | H2O3P |
| SF6 | F6S |  | Hg2Cl2 | ClHg  |

### Структурна формула
Структураната формула дава частична или пълна информация за химичната структура на веществото в пространството. Те имат основно приложение за органични съединения, борани, координационни и органометални съединения.
| - плоска двумерна - съкратена двумерна - пълна триизмерна - непълна скелетна - скелетна - с топков модел |